# Cantone di Castelnaudary-Sud
Il Cantone di Castelnaudary-Sud era una divisione amministrativa dell'arrondissement di Carcassonne.
A seguito della riforma approvata con decreto del 21 febbraio 2014, che ha avuto attuazione dopo le elezioni dipartimentali del 2015, è stato soppresso.

## Composizione
Comprendeva parte del comune di Castelnaudary i comuni di:
- Fendeille
- Labastide-d'Anjou
- Lasbordes
- Laurabuc
- Mas-Saintes-Puelles
- Mireval-Lauragais
- Montferrand
- Pexiora
- Ricaud
- Saint-Martin-Lalande
- Villeneuve-la-Comptal
- Villepinte